# 官司請負制
官司請負制（かんしうけおいせい）とは、公家社会において、特定の氏族が朝廷の特定の官職を世襲する制度を指す。
平安時代後期以降に、家職・家業として、関白・摂政・特殊技能職・武人職・将軍職などの世襲が進み、中世まで継続した。これにより官吏登用・官職の大半が世襲となるに至り、「職の体系」と呼ばれる。ただし、朝廷は任命権を持つので、重大な落ち度があった場合には世襲廃止・家職剥奪を行なった。
この制度では、職権に付随する給与（付属する所領や課税権限など）が経済的な権益として伴った。これにより、全国で土地所有（荘園・国衙領）が進むこととなり、大規模な世襲の家（寺社などを含む）は権門と呼ばれる。

## 概要
「官司請負制」という用語は、1980年代以後に佐藤進一や橋本義彦らの研究によって定着したものであり、その概念や対象については歴史学者の間でも見解の相違がある（下限を中世としたり、幕末までとしたりと、見解がまちまちなのもその影響による）。大まかには、中級あるいは下級官人が担当してきた官司の実務部門や学問その他特殊技能などの専門部門において、特定の氏族・家系が他の氏族・家系に対して優越性や独占性を確立して、家業として子孫に代々世襲していく体制を指す。それに加えて、一般の公家が特定の技能を家業として継承していくことで公家社会における独自の存在価値を確立していくことや、公家政権運営に必要な物資調達を担当する経済官司が持つ所領や課税権限などの経済的な権益をその官司と関係性の強い特定の家が掌握して家産化していく現象なども含めて考える場合もある。
10世紀から12世紀にかけての律令国家から王朝国家へと移行する過程において、「官司請負制」は成立したと考えられている。公家社会において実務分野や専門分野を担ったのは、受領や技能官人、武士（軍事貴族）などであったが、そのうち、最初に官司請負制が進んだとされるのは“諸道の者”とも称された学者（博士家）を含む技能官人であった。すなわち、紀伝道（文章道）の菅原氏・大江氏・藤原北家日野流、明経道の中原氏・清原氏、明法道の坂上氏・中原氏、算道の小槻氏、医道の和気氏・丹波氏、暦道の賀茂氏、天文道及び陰陽道の安倍氏などがこれに当たる。彼らはその技能を家学として一族内部において独占化し、それまで様々な氏族出身者が占めていた博士職などの専門職から他氏を排除して世襲化することに成功した。また、それ以外の事務系の実務官僚の世界においても公文書や家記などによって代々蓄積された職務に関する知識や先例を占めることで官職の世襲化に成功する家もあった。清原氏・中原氏が太政官の局務を、小槻氏が同じく太政官の官務を占めたのはその典型である。これは、律令制の解体によって太政官を頂点とした官司間の統属（上下）関係が解体され、個々の官司が独立して業務を担うようになったことで可能になった。この新しい体制の下では将来到達できる地位・官職が固定化されてその枠よりも上の地位に昇ることが困難となるが、反面将来の子孫にわたって特定の地位・官職が保障されて公家社会から疎外されて没落していく可能性を減少させた。
鎌倉時代以後になると、“諸道の者”以外の家々にも官司請負の風潮が強まった。例えば、藤原北家四条流の山科家は、装束に関する知識を世襲してその調達を任され、担当官司である内蔵寮の上首である内蔵頭を代々務めるようになった。それに伴って内蔵寮が持っていた所領や課税権限が山科家の家産としてみなされるようになる。類似した事例として大炊寮や造酒司を支配した中原氏や左京職を支配した藤原北家勧修寺流の坊城家などが挙げられる。もっとも、こうした家々の場合“諸道の者”のような高度な専門知識が必要であったとは限らず、かつ収益性の高い官司の場合には職を巡る公家間の争いによって職が移転する場合や経済的に裕福な者に官司を任される逆転現象も発生した。このため、山科家などの一般公家の事例を一時的な官司請負とみなして世襲の家業として認めることには慎重な考えもある。